# Star Ocean (videogioco)
Star Ocean (スターオーシャン?, Sutā Ōshan) è un videogioco giapponese Action RPG; il primo della serie Star Ocean. È stato il primo videogioco mai sviluppato dalla appena fondata Tri-Ace per il Super Famicom, che era costituita allora dal team che aveva abbandonato la Wolf Team perché insoddisfatto del processo di sviluppo di Tales of Phantasia (pubblicato dalla Namco nel 1995). Il videogame era avanti nei tempi per molti aspetti. Aveva necessitato di uno speciale chip di compressione nella sua cartuccia per poter comprimere e registrare la gran mole di dati dovuta in particolar modo alla grafica che aveva spinto ai limiti l'ormai vecchio sistema del Super Nintendo. Inoltre, il videogioco conteneva delle parti recitate registrate nell'introduzione e brevi clip vocali durante le fasi di battaglia, una rarità per i videogame di quel sistema.
Il videogioco fu sviluppato e pubblicato dalla Enix nel 1996 in Giappone e non venne mai pubblicato fuori da esso sotto questa versione. 
Questo perché la Enix aveva chiuso la filiale americana poco prima che il gioco venisse concluso e le attenzioni della Nintendo si focalizzarono sull'allora imminente Nintendo 64. Dieci anni dopo fu sviluppato un remake per PlayStation Portable pubblicato sotto il titolo di Star Ocean: First Departure. Questa volta la sua pubblicazione avvenne anche nel mercato del Nord America (21 ottobre 2008) ed in quello europeo (24 ottobre 2008). Una versione rimasterizzata del remake intitolata Star Ocean: First Departure R è stata pubblicata il 5 dicembre 2019 per Nintendo Switch e PlayStation 4.

## Accoglienza
La rivista Play Generation diede al remake per PlayStation Portable un punteggio di 83/100, trovandolo il rifacimento di un GdR classico che conquistava per la trama e per il sistema di combattimento in tempo reale.